# Coves de Gargas
Les coves de Gargas són al centre dels Pirineus, a Aventignan, al departament dels Alts Pirineus, al sud de França. Són unes coves conegudes pel seu art rupestre del Paleolític superior, de 27.000 anys d'antiguitat. Són reconegudes pel gran nombre de mans que hi ha pintades, més de 200. Són unes de les coves amb més mans de tot Europa. Les coves estan obertes al públic. Les coves tenen un museu interactiu en què els visitants podran descobrir secrets i esdeveniments importants de tota la història de les coves. El museu està equipat amb pantalles interactives i jocs arqueològics. A més, els visitants podran fer la seva pròpia mà digital. Una experiència única per a tota la família.

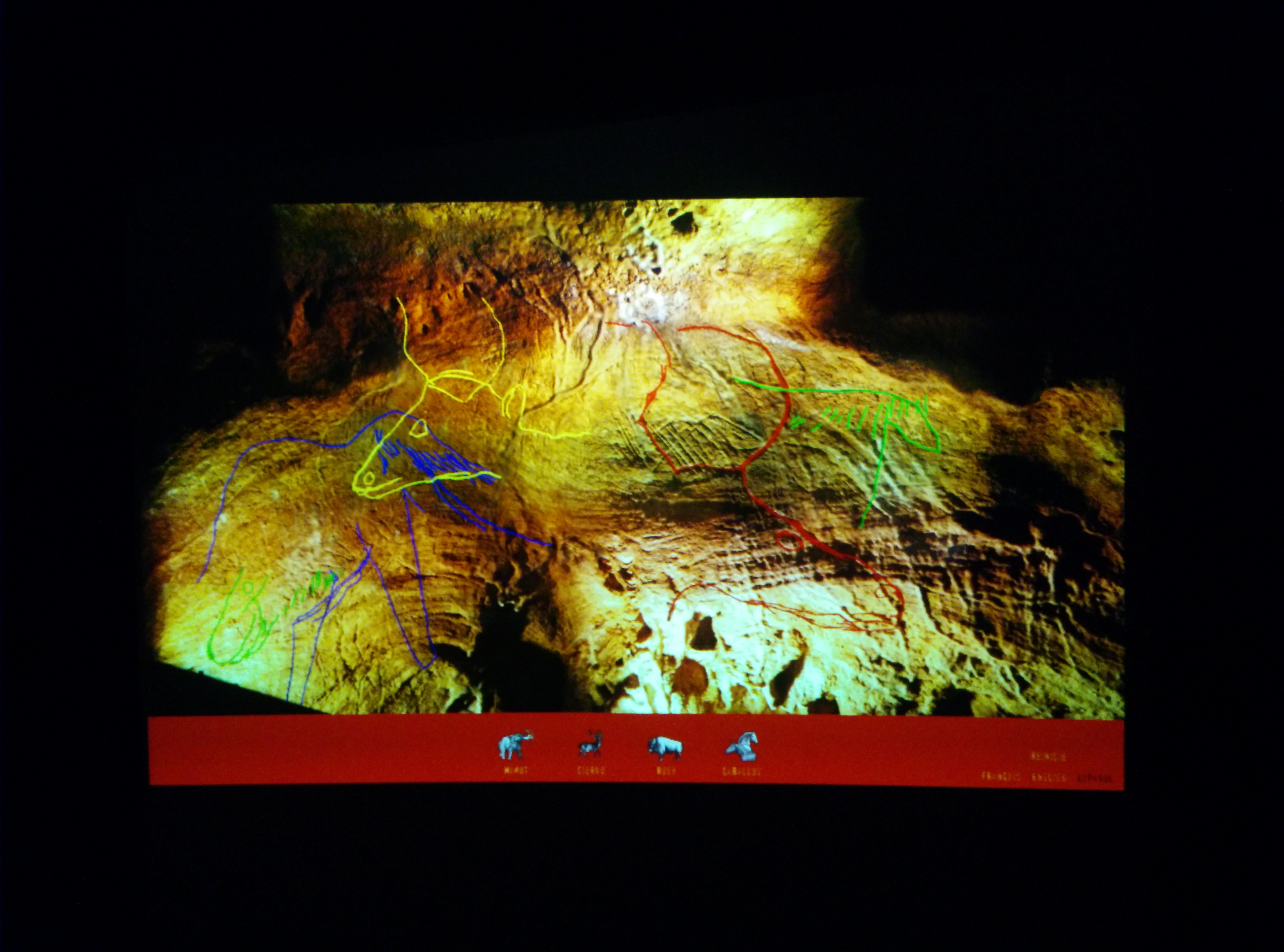

Les coves de Gargas han llançat evidències d'ocupació (ossos, lítics (eines de pedra), i l'art portàtil) des del mosterià a l'edat mitjana, però són més famoses per les seves pintures i gravats del Paleolític superior.
Estan constituïdes per dues coves unides de manera artificial. La primera és alta i estreta i els prehistòrics la feien servir com a santuari. En aquesta cova, hi ha algun dibuix d'animals, tot i que gran part de les pintures estan ocultes a sota d'una capa de calç. La segona cova és tot el contrari a la primera, baixa i ampla, i en aquesta sí que hi residien. En aquesta cova, totes les mans pintades curiosament, no tenen alguns dits. No se sap a què és degut aquest fet.
Les pintures tenen nombroses plantilles de mà negatives realitzats amb una plantilla tècnica. Les mans són de color vermell (ocre) o negre (òxid de manganès), i usen una barreja d'òxid de ferro i de manganès aixafat amb el greix animal, i es polvoritza al voltant de la mà contra la paret escopint o amb un tub fabricat amb un os d'animal. Algunes tenen un o més dits absents que condueixen a la hipòtesi de les malalties, la congelació i amputació ritual, però la majoria dels investigadors prefereixen el simbolisme de la flexió d'un o més dits.
Molts gravats figuratius també són presents en altres parts de les coves, que representen cavalls, bisons, cabres salvatges i mamuts. A la segona cova, s'hi representa una vagina que mostra l'origen del món. Es tracta d'una escletxa a la roca amb la forma d'aquesta pintada tota de vermell.
La prova de la datació basada en el carboni 14 indica que la cova va ser freqüentada en el període del gravetià.
Perquè es conservi aquest important llegat de l'evolució, a la cova només poden entrar al llarg del dia 200 persones com a màxim, repartides en grups de 25 persones.

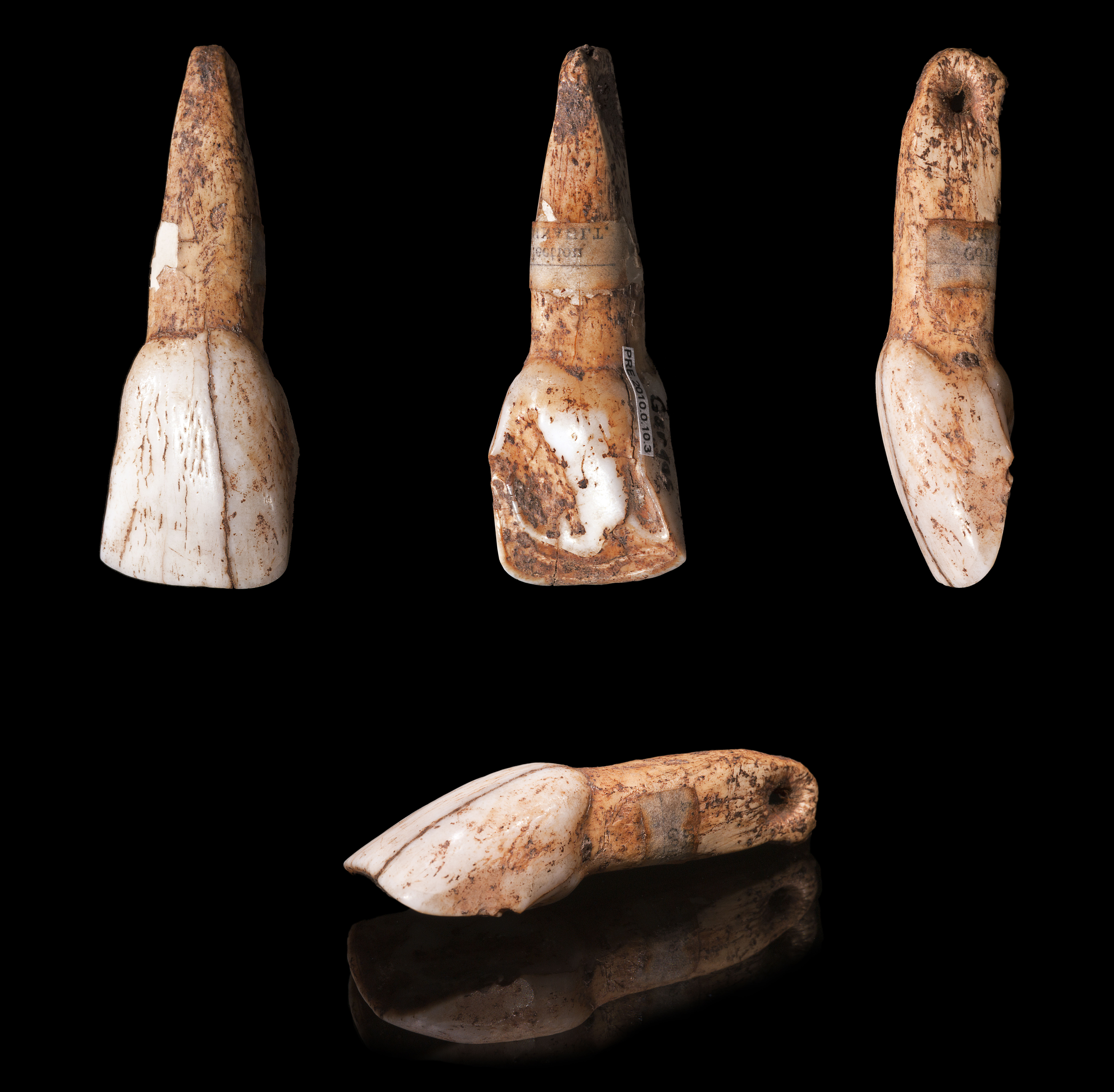
Avanç bòvid Incisiu – Gravetià. Museu de Tolosa
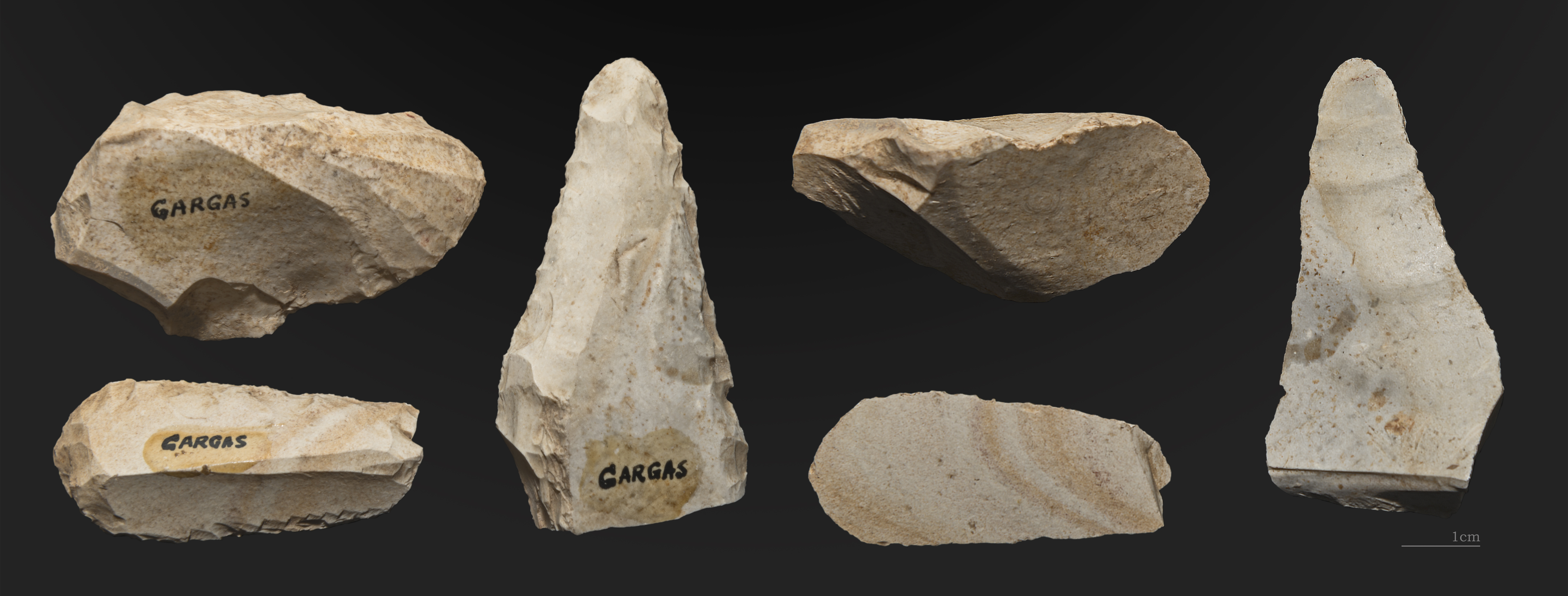
Indústria lítica – Gravetià. Museu de Tolosa